# أجابنياك
أجابنياك (الأرمينية: Աջափնյակ վարչական շրջան)، هي واحدة من 12 مقاطعة في يريفان، عاصمة أرمينيا تقع في الشمال الغربي من وسط المدينة، وتمتلك أجابنياك حدودًا مشتركة مع مناطق أربكير من الشرق، ودافتاشن من الشمال، وكينترون من الجنوب الشرقي، ومالاتيا سيباستيا من الجنوب. في حين يشكل نهر هرزدان الحدود الطبيعية للمنطقة من الشرق. كما توجد حدود مشتركة مع مقاطعتي أرمافير وأراغاتسوتن من الغرب، وكوتايك من الشمال.